# 北卡平扎尔
北卡平扎尔是巴西马拉尼昂州的一个市镇。总面积626.873平方公里，总人口10236人，人口密度16.3人/平方公里。